# ماري نويل مينيزيس
ماري نويل مينيزيس (بالإنجليزية: Mary Noel Menezes) كانت راهبة كاثوليكية ومؤرخة غيانية من أصل برتغالي، وُلِدت في 14 يوليو 1930 وتوفيت في 31 أغسطس 2022.

## الحياة الأكاديمية
بدأت مينيزيس مسيرتها الأكاديمية في جامعة غيانا عام 1967، وظلت مرتبطة بها حتى وفاتها في عام 2022. شغلت العديد من المناصب هناك، من بينها: محاضرة، ورئيسة قسم، وأستاذة جامعية، ولاحقًا أستاذة فخرية.

## التخصص العلمي
اشتهرت مينيزيس بتركيزها على تاريخ غيانا، وخصوصًا تاريخ السكان الأصليين (الأميريِنديين) والمجتمع الغياني البرتغالي. أسهمت في إثراء الدراسات التاريخية عن هذه الفئات المهمّشة، وساهمت كتاباتها في تسليط الضوء على أدوارهم في بناء المجتمع الغياني الحديث.

## التكريم
حصلت ماري نويل مينيزيس على عدة تكريمات خلال حياتها، أبرزها وسام غيانا (Order of Roraima)، وهو ثاني أعلى وسام وطني في البلاد، تقديرًا لمساهماتها في التعليم والثقافة والتأريخ.

## الوفاة
توفيت مينيزيس في 31 أغسطس 2022 عن عمر ناهز 92 عامًا، بعد حياة حافلة في الخدمة الأكاديمية والدينية.